# Gaspé (Bas-Canada)
Pour les articles homonymes, voir Gaspé.
Gaspé est un district électoral de la Chambre d'assemblée du Bas-Canada ayant existé de 1792 à 1838.

## Histoire
Son territoire regroupe toute la Gaspésie (à partir de Cap-Chat) ainsi que les îles de la Madeleine. Gaspé est l'un des 27 districts électoraux instaurés lors de la création du Bas-Canada par l'Acte constitutionnel de 1791. Lors de la refonte de la carte électorale de 1829, une partie du district est détachée et devient le district de Bonaventure. Un second siège est accordé au district en 1832. Il est suspendu de 1838 à 1841 en raison de la Rébellion des Patriotes. À partir de 1841, le district est conservé au sein du Parlement de la province du Canada.

## Liste des députés

### Siègeno1
| Années | Années      | Député                 | Parti        |
| ------ | ----------- | ---------------------- | ------------ |
|        | 1792 - 1796 | Edward O'Hara          | Bureaucrate  |
|        | 1796 - 1800 | Edward O'Hara          | Bureaucrate  |
|        | 1800 - 1804 | William Vondenvelden   | Canadien     |
|        | 1804 - 1808 | George Pyke            | Bureaucrate  |
|        | 1808 - 1808 | George Pyke            | Bureaucrate  |
|        | 1809 - 1810 | George Pyke            | Bureaucrate  |
|        | 1810 - 1814 | George Pyke            | Bureaucrate  |
|        | 1814 - 1816 | George Browne          | Indépendant  |
|        | 1816 - 1819 | James Cockburn         | Indépendant  |
|        | 1820 - 1820 | Siège vacant           | Siège vacant |
|        | 1820 - 1824 | Jean-Thomas Taschereau | Canadien     |
|        | 1824 - 1827 | Jean-Thomas Taschereau | Canadien     |
|        | 1827 - 1830 | Robert Christie        | Bureaucrate  |
|        | 1830 - 1832 | Robert Christie        | Bureaucrate  |
|        | 1833 - 1834 | John Le Boutillier     | Bureaucrate  |
|        | 1836 - 1838 | John Le Boutillier     | Bureaucrate  |

### Siègeno2
| Années | Années      | Député        | Parti       |
| ------ | ----------- | ------------- | ----------- |
|        | 1832 - 1834 | William Power | Bureaucrate |
|        | 1834 - 1838 | William Power | Bureaucrate |